# St. Paul’s Statue

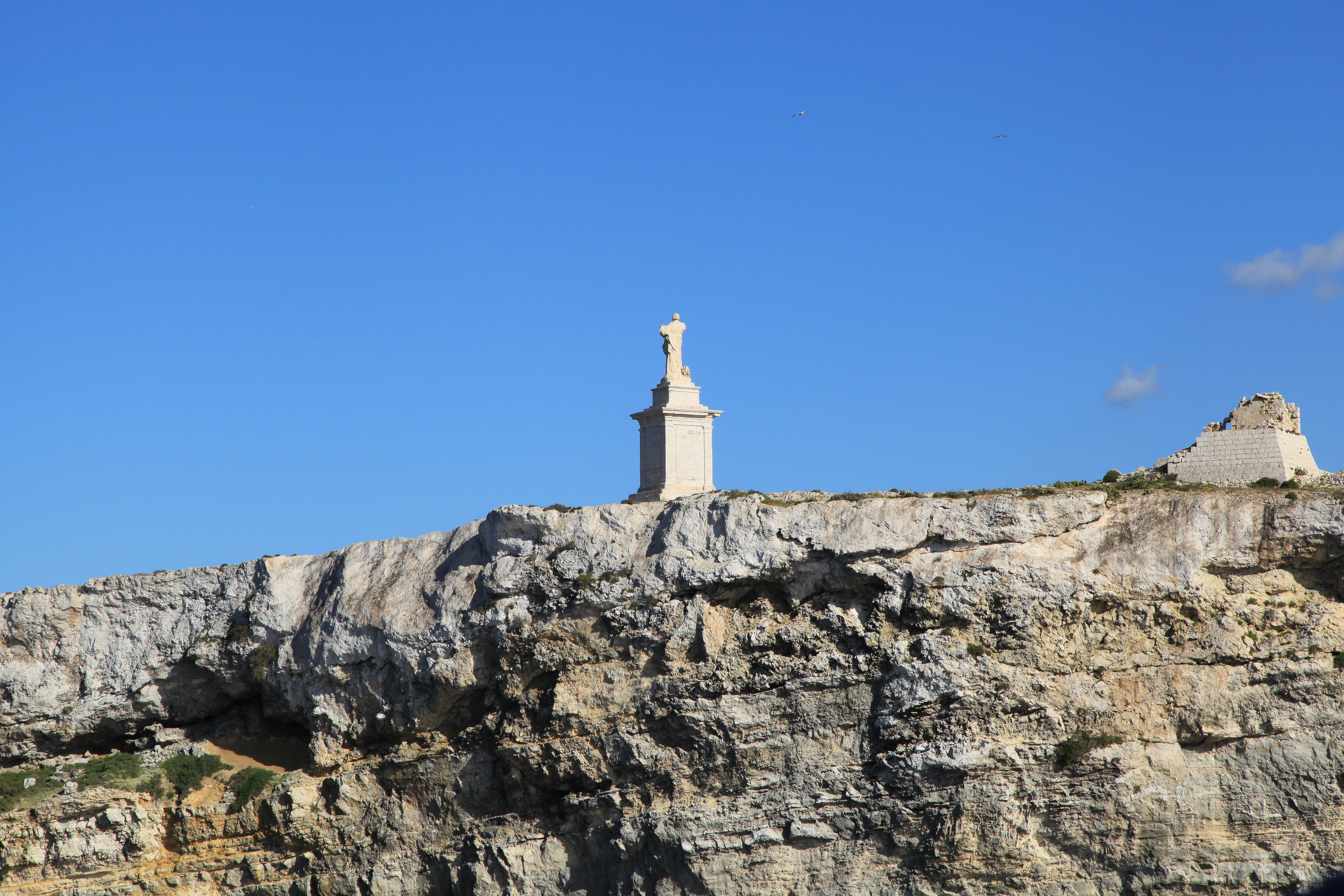
Statue des Apostels Paulus auf Saint Paul’s Island

Die St.-Paulus-Statue, englisch St Paul’s Statue, steht auf der Doppelinsel Saint Paul’s Islands, einem Inselfelsen vor der Küste der maltesischen Hauptinsel Malta. Sie befindet sich in der Nähe der Stelle, wo die Legende den Schiffbruch des Apostels Paulus vor Malta (Apg 27,27–44 ) im Jahr 59 n. Chr. lokalisiert.

## Beschreibung
Das gesamte Denkmal ist etwa 12 m hoch, davon entfallen auf die eigentliche Statue 4 m und auf den quadratischen Sockel 8,3 m. Die Statue stellt Paulus mit einem Buch dar, die rechte Hand in die Höhe gereckt. Zu seinen Füßen liegt eine Schlange, die nach der Schilderung in der Apostelgeschichte (Apg 28,3 ) Paulus gebissen hatte, ohne dass er einen Schaden davontrug. Der Sockel besteht aus Travertin, zeigt an den Ecken vier Pilaster und wird am ersten Absatz von einem Gesims umzogen. Darüber steht ein zweiter, auf allen vier Seiten zurückspringender Sockel, auf dem sich die eigentliche Statue befindet. Am Fuß des Denkmals befindet sich eine Gedenktafel aus Marmor, die an die Errichtung erinnert.

## Geschichte
Das Denkmal wurde 1844–1845 errichtet und am 21. September 1845 eingeweiht. Es ist ein Werk des maltesischen Bildhauers Sigismondo Dimech (1769–1853) und seines Schülers Salvatore Dimech (1804–1886). Der Sockel wurde von Francesco Spiteri geschaffen.
Die Gesamtkosten beliefen sich auf 1150 Scudi, wovon 171 Scudi Materialkosten für fünf Steinblöcke waren, während das Honorar für die Bildhauer sich auf 333 Scudi belief. Die Spendensammlung hierfür begann 1843, als im September 1844 die Arbeiten begannen, war erst die Hälfte der notwendigen Summe zusammengekommen und es dauerte noch ein weiteres Jahr, bis das Denkmal vollständig finanziert war.
Die Statue wurde 1996 in die Obhut von Dín l-Art Ħelwa gegeben. Im selben Jahr wurden erste Sicherungsarbeiten am Denkmal ausgeführt. Weitere Instandsetzungen erfolgten in den Jahren 2007, 2014 und 2015.